# Working Girls (film, 1931)
Ne doit pas être confondu avec Working Girl ou WorkinGirls.
Pour plus de détails, voir Fiche technique et Distribution.
Working Girls est un film américain réalisé par Dorothy Arzner, sorti en 1931.

## Fiche technique
- Titre : Working Girls
- Réalisation : Dorothy Arzner
- Scénario : Zoe Akins d'après la pièce de Vera Caspary et Winifred Lenihan
- Photographie : Harry Fischbeck
- Montage : Jane Loring
- Pays de production : États-Unis
- Format : Noir et blanc - Mono
- Genre : drame
- Date de sortie : 1931

## Distribution
- Judith Wood : June Thorpe
- Dorothy Hall : Mae Thorpe
- Charles 'Buddy' Rogers : Boyd Wheeler
- Paul Lukas : Dr. Joseph Von Schrader
- Stuart Erwin : Pat Kelly
- Frances Dee : Louise Adams
- Mary Forbes : Mrs. Johnstone
- Claire Dodd : Jane
- Dorothy Stickney : Loretta
- Alberta Vaughn : Violet